# 고토 게이스케
고토 게이스케(일본어: 後藤 啓介, 2005년 6월 3일~)는 일본의 축구 선수이다.

## 구단 경력
그는 2023년 J2리그의 주빌로 이와타에 입단했다. 33경기에 출전하여, 7득점을 넣었다. 2024년 RSC 안데를레흐트로 이적했다.